# FK Boerjatia Oelan-Oede
FK Boerjatia Oelan-Oede (Russisch: ФК Бурятия Улан-Удэ) is een Russische voetbalclub uit Oelan-Oede in Boerjatië.

## Geschiedenis
De club werd opgericht in 1958 en begon in de tweede klasse van de toenmalige Sovjet-Unie, waar ze laatste eindigden in hun reeks. Ook de volgende jaren waren niet echt een succes. Door een competitiehervorming speelde de club vanaf 1963 in de derde klasse en werd ook daar laatste. Hierna ging het beter en in 1966 eindigde de club samen met Lokomotiv Krasnojarsk op de eerste plaats. In de eindronde om promotie, eindigden ze achter Spartak Ordzjonikidze. Het volgende seizoen werden ze vijfde, maar door een nieuwe competitiehervorming konden ze in 1968 terug in de tweede klasse aantreden. In 1970 werd de tweede klasse definitief teruggebracht naar één reeks en ging de club weer in de derde klasse van start. Op een vijfde plaats in 1973 na eindigde de club meestal in de middenmoot. In 1977 werden ze zelfs laatste, maar degradeerden niet. Na een derde plaats in 1980 ging het weer op en neer met de resultaten. 
Na het uiteenvallen van de Sovjet-Unie ging de club van start in de nieuwe tweede klasse van Rusland, waar ze vijfde eindigden. Het volgende seizoen eindigde de club voorlaatste en degradeerde. In 1994 verhuisde de club naar de stad Nerjoengri en speelde één seizoen als Kristall Nerjoengri alvorens terug naar Oelan-Oede te verhuizen. Na één seizoen promoveerde de club wel weer naar de derde klasse. De club speelde er tot 2003 toen ze laatste werden.
De volgende jaren speelde de club in de vierde klasse tot ze zich in 2008 terugtrokken uit de competitie. In 2011 keerde de club terug in de vijfde klasse. Het volgende jaar speelde de club in de vierde klasse ondanks dat ze zich daar sportief niet voor kwalificeerden. 

## Naamswijzigingen
- 1958–1960 Lokomotiv Oelan-Oede
- 1961–1963 Bajkal Oelan-Oede
- 1964–1965 Armejets Oelan-Oede
- 1966–1977 Selenga Oelan-Oede
- 1978–1983 Lokomotiv Oelan-Oede
- 1984–1993 Selenga Oelan-Oede
- 1994 Kristall Nerjoengri
- 1995–2003 Selenga Oelan-Oede
- 2004–2011 Kommoenalnik Oelan-Oede
- 2011–2012 Boerjatia Oelan-Oede
- 2012-2017 Selenga Oelan-Oede
- 2017-???? Boerjatia Oelan-Oede